# NGC 330
NGC 330 är en klotformig stjärnhop i Lilla magellanska molnet i stjärnbilden Tukanen. Den upptäcktes den 1 augusti 1826 av James Dunlop.